# Blue Man Group
Blue Man Group – amerykańska grupa muzyczna założona w 1988 roku przez Phila Stantona, Chrisa Winka i Matta Goldmana. Organizacja tworzy, często komediowe, przedstawienia teatralne oraz koncerty składające się nie tylko z muzyki, ale również z pokazów multimedialnych; zajmuje się podkładami dźwiękowymi do filmów oraz seriali telewizyjnych takich jak The Tonight Show, Las Vegas, Hoży doktorzy, czy Bogaci bankruci; oraz wystawą naukową dla dzieci - "Making Waves".  Na wszystkich występach grupy główną rolę odgrywają trzej wykonawcy nazywani od charakterystycznych, niebieskich masek Blue Man.

## Blue Men
Wystąpienia grupy skoncentrowane są na trzech anonimowych, milczących wykonawcach, nazywanych Blue Men. Występują oni w czarnych ubraniach i niebieskich, lateksowych maskach grając na specyficznych, często perkusyjnych, instrumentach. Blue Men to wykonawcy obu płci, którzy, wśród innych wymagań, spełniają określone warunki fizyczne (atletyczna budowa, wzrost 1.78-1.85 m), posiadają szczególne umiejętności (gra na instrumentach perkusyjnych, aktorstwo, komunikacja pozawerbalna) oraz określone cechy charakteru (otwartość, charyzma, chęć do współpracy).